# Gabinet Krzysztofa Skubiszewskiego w Poznaniu
Gabinet Krzysztofa Skubiszewskiego – muzeum biograficzne poświęcone politykowi Krzysztofowi Skubiszewskiemu, zlokalizowane w Poznaniu na Grobli, w siedzibie Instytutu Zachodniego, które zostało otwarte 12 grudnia 2014 roku.

## Charakterystyka
Gromadzi zbiory biograficzne związane z postacią Krzysztofa Skubiszewskiego – dokumenty, przemówienia czy traktaty z odręcznymi notatkami. Wiernie odtworzono także pokój pracy profesora – są tu m.in. autentyczne meble (biurko, fotel i portrety rodziców). W uroczystości otwarcia placówki uczestniczył m.in. Władysław Bartoszewski (współinicjator utworzenia muzeum), który odczytał list od premier Ewy Kopacz. Wręczono podczas niej medal Europejskiej Nagrody Obywatelskiej Annie Wolff-Powęskiej, byłej dyrektorce Instytutu Zachodniego. Krzysztof Skubiszewski przedstawił w Poznaniu pierwszą koncepcję współpracy polsko-niemieckiej po upadku komunizmu w Polsce, co dało asumpt do ulokowania gabinetu w Instytucie Zachodnim. Drugą przyczyną była troska ówczesnego ministra o placówkę i podjęcie działań ratujących ją przed likwidacją. Skubiszewski pozostawił po sobie obfite archiwum osobiste i zawodowe, będące cennym materiałem źródłowym dla badaczy współczesnych stosunków polsko-niemieckich. Dokumenty te przekazał Instytutowi brat profesora – Piotr. Wcześniej, tego samego dnia, nadano imię Skubiszewskiego rondu u zbiegu ul. Grunwaldzkiej i Smoluchowskiego na Junikowie.